# Институт металлофизики имени Г. В. Курдюмова НАН Украины
Институт металлофизики имени Г. В. Курдюмова (укр. Інститут металофізики імені Г. В. Курдюмова) — научно-исследовательский институт Национальной академии наук Украины.

## История

### 1945—1991
В конце 1944 года в Киеве был создан отдел металлофизики Института чёрной металлургии АН УССР, который возглавил академик Г. В. Курдюмов.
15 ноября 1945 года на базе отдела была учреждена лаборатория металлофизики АН УССР (эта дата считается днём основания института металлофизики).
В 1953 году из института чёрной металлургии АН УССР в состав лаборатории металлофизики АН УССР были переданы отдел металловедения и лаборатория рентгеноспектрального анализа.
В дальнейшем, 6 октября 1954 года лаборатория металлофизики была преобразована в институт металлофизики АН УССР.
В 1969 году в институте был введён в эксплуатацию специализированный корпус для исследований по физике металлов при низких и сверхнизких температурах (который получил неофициальное наименование «криогенный корпус»).
В 1979 году институт начал издание специализированного научного журнала «Металлофизика».
В 1980 году институтом металлофизики было зарегистрировано открытие, названное «эффектом Курдюмова» (обратимое изменение формы изделия из искомого сплава под действием температуры и / или поля напряжений в строго определённом диапазоне).

### После 1991
После провозглашения независимости Украины институт получил новое наименование: Институт металлофизики Академии наук Украины.
В начале 1994 года выпускаемый институтом научный журнал «Металлофизика» получил новое наименование: «Металлофизика и новейшие технологии».
В связи с недостаточным уровнем государственного финансирования в первой половине 1990-х годов, институт переориентировал деятельность на выполнение исследований с финансированием из внебюджетных источников и к середине 1995 года выиграл семь иностранных грантов (заняв четвёртое место по количеству грантов среди всех институтов Украины).
25 сентября 1996 года институту металлофизики было присвоено имя академика Г. В. Курдюмова (основателя и первого директора института).
В 1996 году институт начал совместные работы с учёными из Финляндии по изучению эффекта магнитной памяти формы металла.
В 1998 году институт представил новую разработку — реле для газоразрядных ламп фонарей уличного освещения и освоил их опытно-промышленное производство.
В 2000 году институт начал выпуск ещё одного периодического издания: ежеквартального журнала «Успехи физики металлов».
В апреле 2004 года Кабинет министров Украины выделил из государственного бюджета 6 млн. гривен на приобретение для института одного универсального спектрометра ядерного магнитного резонанса «AVANCE 400 WB» производства немецкой компании «Bruker BioSpin GmbH».
По состоянию на начало 2008 года, институт выполнял фундаментальные и прикладные исследования военного и гражданского назначения, основными направлениями которых являлись:
- разработка основ оптимизации сверхвысокопрочных состояний в конструкционных сталях[1]
- разработка СВЧ-устройств на основе новых сверхпроводящих материалов для использования в мобильной связи[1]
- разработка материалов для военной техники[1]

Кроме того, институт оказывал консультации в области материаловедения и испытания материалов.
После начала боевых действий на востоке Украины весной 2014 года, в институт была включена часть переехавших в Киев сотрудников ДонФТИ.
4 марта 2015 года институт был включён в перечень предприятий и организаций, имеющих стратегическое значение для экономики и безопасности Украины.

## Современное состояние
В составе института находятся 7 лабораторий, 16 научных отделов, научная библиотека, редакционно-издательский отдел, научный архив и иные структурные подразделения. Работают около 400 сотрудников.

## Руководство
Директора
- Курдюмов, Георгий Вячеславович — (1945—1951) академик
- Данилов, Виталий Иванович — (1951—1954) — академик
- Смирнов, Адриан Анатольевич (1954—1955) — академик
- Гриднев, Виталий Никифорович — (1955—1985) — академик
- Барьяхтар, Виктор Григорьевич- (1985—1989) — академик
- Немошкаленко, Владимир Владимирович (1989—2002) — академик
- Шпак, Анатолий Петрович (2002—2011) — академик
- Ивасишин, Орест Михайлович (2012—2019) — академик
- Татаренко, Валентин Андреевич (2019-) — член-корреспондент